# Stratiomys nevadae
Stratiomys nevadae är en tvåvingeart som beskrevs av Jacques-Marie-Frangile Bigot 1887. Stratiomys nevadae ingår i släktet Stratiomys och familjen vapenflugor. Inga underarter finns listade i Catalogue of Life.